# 德川庆喜
德川慶喜（日语：〔〕／ Tokugawa Yoshinobu，1837年10月28日—1913年11月22日），日本內大臣兼江户幕府第15代征夷大将军，明治维新后官至帝国议会贵族院议员，公爵。

## 背景
德川慶喜出生於德川御三家之一的水戶家，父親是水戶齊昭，母親登美宮吉子為齊昭的正室；慶喜是初代征夷大將軍德川家康第十一子德川賴房的第十代子孫，在眾多兄弟中排行第七。

## 生平

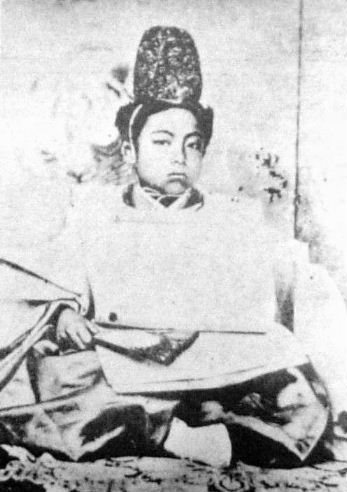
幼年时的德川庆喜

### 西化改革
天保八年九月二十九日（1837年10月28日）出生於江戶，11歲時奉第十二代將軍德川家慶之命，過繼到御三卿之一的一橋家為養子，直到出任將軍為止。
面對日漸衰落的德川幕府，慶喜原希望在繼任將軍後借助法國之力進行西化（取得法國貸款600萬美元以招募法國軍官、購買兵器及船隻，並組成日法公司發展工商貿易），重提公武合體以改革幕政。不料1866年7月，穆斯蒂出掌法國外相，不再支持法國駐日公使羅叔亞〔或譯陸修〕聯合幕府的外交路線，反而與英國採取同一陣線，傾向組成解除幕府的公議政體；慶喜頓失外援，加上在1866年底，一直支持公武合體、反對倒幕的孝明天皇暴斃（因此有傳是倒幕派所為），更使慶喜維護幕府政權合法性的美夢幻滅。

### 大政奉還
1867年6月，土佐藩的坂本龍馬及後藤象二郎定下「船中八策」，主張幕府奉還大政，組成以天皇領導的大名公議政體，更取得薩摩藩、土佐藩及廣島藩簽訂約定書支持。9月，薩摩藩及長州藩達成出兵協議，後再加入廣島藩組成倒幕同盟；10月，三藩代表更在京都集合，取得天皇討幕密詔，決意出兵。慶喜為避免一場日本內戰，主動在二條城舉行了大政奉還的儀式，將大政奉還予明治天皇。翌年天皇頒佈《王政復古令》，廢除幕府。
慶喜希望以此作為苦肉計，好在新政體下保留實力，以便爭回主導權。不過倒幕同盟並不信任幕府的舉動，決心發動以「王政復古」為名的政變，建立由天皇主導的新政府。慶喜面對朝廷及倒幕派的苛刻要求，迫於一戰，帶領幕府軍一萬五千人由大阪進攻京都，決戰為數五千人的政府軍，幕府軍卻於鳥羽伏見之戰大敗，慶喜匆忙抛下军队乘军舰逃回江戶。

### 辞将纳地
最後，慶喜在海軍奉行勝海舟遊說下，同意无血开城。1868年5月3日，德川慶喜交出江戶，改封於靜岡，領70萬石地，德川幕府在江戶265年的統治結束。

### 歸隱田园
退任將軍後，慶喜為免被新政府猜疑，對政治興趣明顯減退。在新政府任職的舊家臣，慶喜亦盡量避不見面。慶喜熱衷於投入攝影、狩獵、民謠歌曲研究等生活興趣之中，並專注於這些工作，甚少理會政治。且因為自小便受水戶藩水戶學盛行的尊皇攘夷理論熏陶，認為自己身屬亂臣，故一直都無意覲見明治天皇。德川本家的家督，則由他的養子田安家的德川家達接任。
明治三十年（1897年），他從靜岡回到東京居住。翌年他前往皇居（即前江戶城），首次覲見明治天皇。

### 受封公爵

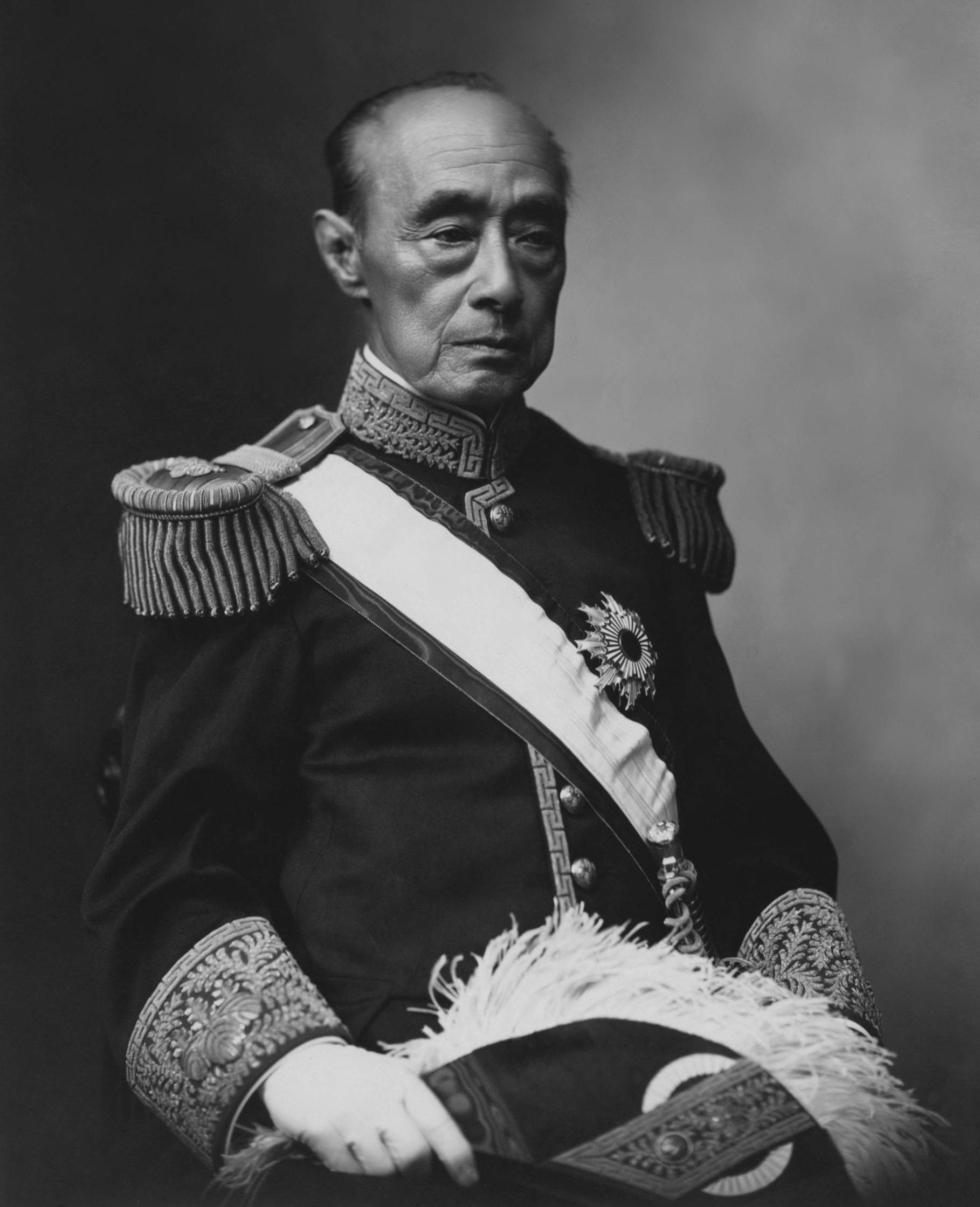
身穿有爵者大禮服的德川慶喜公爵晚年像（東洋文化協會 『幕末・明治・大正 回顧八十年史』）

明治三十五年（1902年），慶喜被明治天皇冊封為公爵，兼任贵族院议员。
明治四十一年（1908年），慶喜被明治天皇授予勲一等旭日大綬章。
大正二年（1913年），慶喜因肺炎而逝世，享壽76歲。身後以神道教儀式葬於現今東京都台東區谷中的家族墓園，後來該處更名為谷中靈園。

## 荣誉
- 1906年（明治39年）4月1日 - 勲四等旭日小綬章[3]
- 1908年（明治41年）4月30日 - 勲一等旭日大綬章[4]
- 1913年（大正2年）11月22日 - 旭日桐花大綬章[5]

## 軼事
- 與生父齊昭一樣都很喜歡吃薩摩藩出產的豬肉，所以被人稱為（就是喜好豬肉的一橋大人之意）。對西洋文物十分關心，晚年喜好麵包及牛乳，對照相機及寫真攝影、釣魚、騎腳踏車、顯微鏡、手藝（刺繡）頗有興趣。在將軍時代曾向西周學習法語。
- 擁有駕駛執照，明治时期在靜岡市内駕駛汽車時，曾在蕎麥屋前引起了交通事故。
- 爱好攝影，但技術不佳。虽屡次向寫真雜誌上投稿，却没有被採用过。與他有共同興趣生活的友人則是慶喜的異母弟昭武。

## 家庭、親族

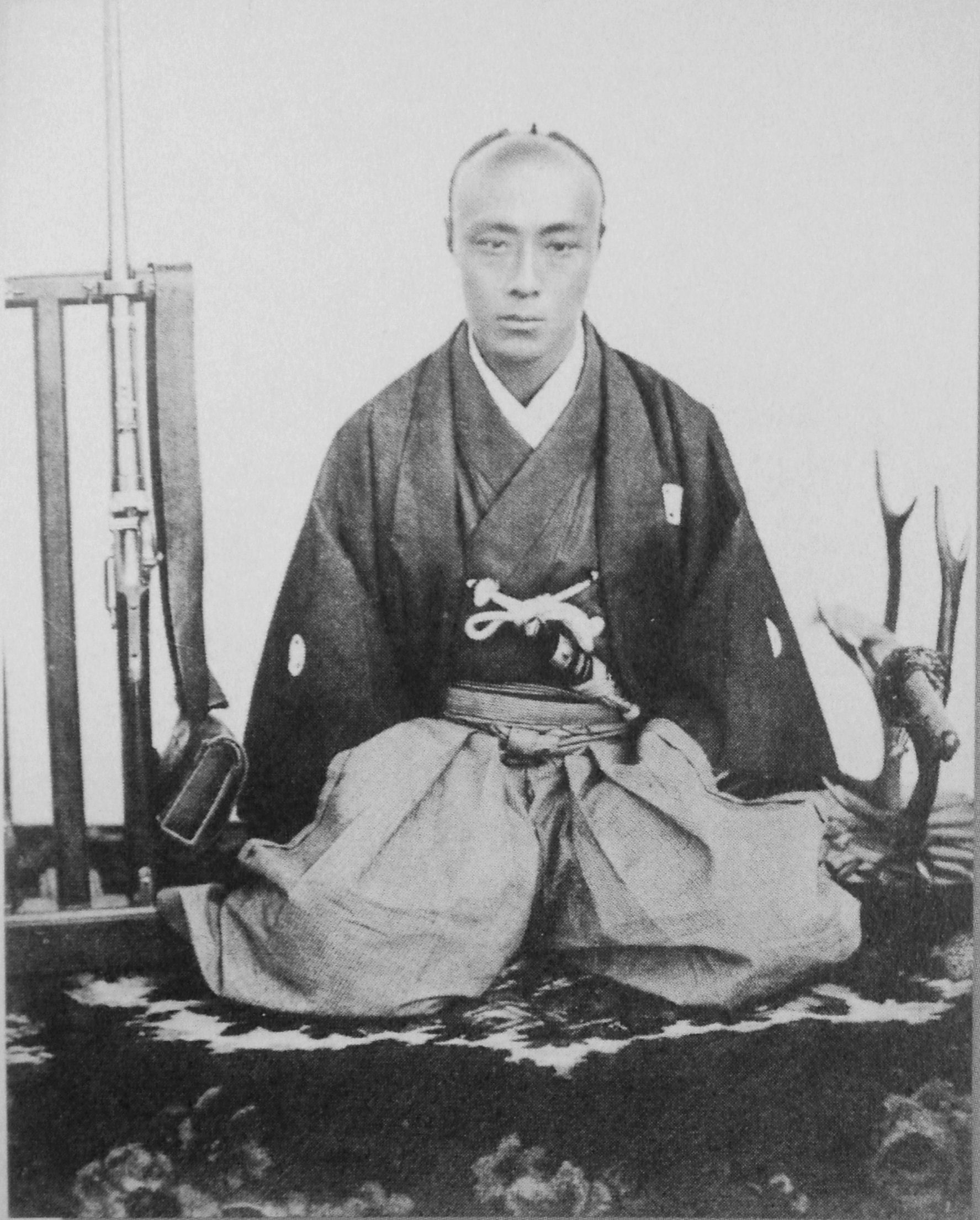
禁裏御守衛總督時代的慶喜

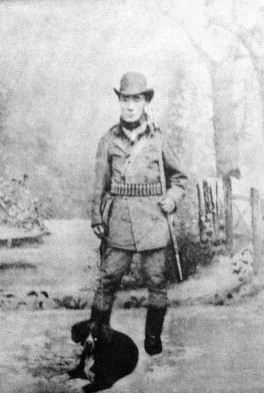
打獵的慶喜

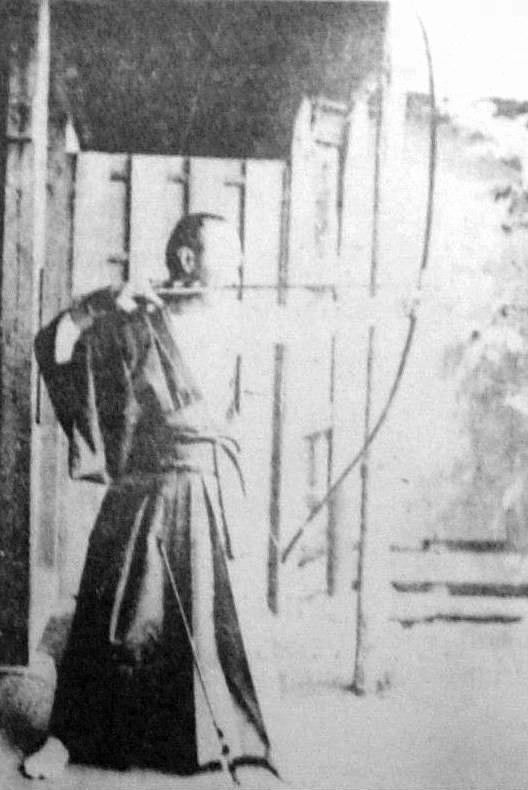
拉弓的慶喜。弓術是慶喜晚年的嗜好。

德川庆喜出身於水戶德川家，後過繼一橋家繼承家督。成為征夷大將軍亦同時是德川宗家的當主，1902年與宗家分家，創立德川慶喜家（已絕嗣）。
安政2年12月3日，與一條美賀子結婚。與美賀之間的長女（瓊光院殿池水影現大童女）於安政5年7月16日誕生，7月20日時夭折。之後便與美賀之間再也沒有生下孩子，明治年間一共生下了10男11女，皆是與兩位側室所生。子女有繼承德川慶喜家公爵的七男慶久、勝伯爵家的婿養子十男精與成為伏見宮博恭王妃的九女經子。慶久的女兒即是高松宮宣仁親王妃宣仁親王妃喜久子。
- 正室：一條美賀子（今出川公久之女、一条忠香養女、天保6年7月19日～明治27年7月9日）
- 側室：一色須賀（日语：一色須賀）（一色貞之助定住之女、天保9年4月26日 - 昭和4年）
- 側室：新村信（日语：新村信）（松平政隆之女、新村猛雄養女、嘉永5年 - 明治38年2月8日）
  - 長男：敬事（明治4年6月29日-明治5年5月22日）
  - 長女：鏡子（明治20年3月23日結婚、德川達孝（日语：徳川達孝）夫人、明治6年6月2日-明治26年9月29日）
  - 三女：鐵子（明治23年12月30日結婚、德川達道夫人、明治8年10月27日-大正10年12月10日）
  - 五男：池田仲博（日语：池田仲博）（明治23年成為池田輝知（日语：池田輝知）養子、明治10年8月28日-昭和23年1月1日）
  - 六男：齊（明治11年8月17日-明治11年11月28日）
  - 六女：良子（明治13年8月24日-明治13年9月29日）
  - 九女：經子（明治30年1月9日結婚、伏見宮博恭王妃、明治15年9月23日-昭和14年8月18日）
  - 七男：德川慶久（日语：徳川慶久）（明治17年9月2日-大正11年1月22日）
  - 十一女：英子（明治44年4月29日結婚、德川圀順夫人、明治20年3月22日-大正13年7月5日）
  - 十男：勝精（日语：勝精）（明治32年成為勝伯爵家的婿養子、明治21年8月23日-昭和7年7月10日）
- 側室：中根幸（日语：中根幸）（中根芳三郎長女、大正4年12月29日去世）
  - 次男：善事（明治4年9月8日-明治5年3月10日）
  - 三男：琢磨（明治5年10月5日-明治6年7月5日）
  - 四男：德川厚（日语：徳川厚）（明治7年2月21日-昭和5年6月12日）
  - 次女：金子（明治8年4月3日-明治8年7月22日）
  - 四女：筆子（明治28年12月26日結婚、蜂須賀正韶（日语：蜂須賀正韶）夫人、明治9年7月17日-明治40年11月30日）
  - 五女：脩子（明治11年8月17日-明治11年10月8日）
  - 七女：浪子（明治28年12月7日結婚、松平齊夫人、明治13年9月17日-昭和29年1月13日）
  - 八女：國子（明治34年5月7日結婚、大河內輝耕（日语：大河内輝耕）夫人、明治15年1月23日-昭和17年9月11日）
  - 十女：糸子（明治39年5月19日結婚、四條隆愛（日语：四条隆愛）夫人、明治16年9月18日-昭和28年10月11日）
  - 死産：男子（明治17年8月22日死産）
  - 八男：寧（明治18年9月22日-明治19年7月2日）
  - 九男：德川誠（日语：徳川誠）（明治20年10月31日-昭和43年11月11日）
  - 死產：女子（明治24年6月2日死產）
- 妾：芳（新門辰五郎的女兒）

## 登場作品
小說
- 最後的將軍（文藝春秋、司馬遼太郎著）
- 德川慶喜（文藝春秋、堀和久（日语：堀和久）著）
- 十五代將軍 德川慶喜（文藝春秋、南條範夫（日语：南條範夫）著）
- 天狗彷徨：德川慶喜與水戶天狗黨（文藝春秋、鈴木俊平（日语：鈴木俊平）著）
- 將軍慶喜與幕末風雲 （文藝春秋、古川薰（日语：古川薫）著）
- 德川慶喜（講談社、山岡莊八著）
- 大政奉還－德川慶喜的2000日（日本放送出版協会、童門冬二（日语：童門冬二）著）
- 真說 德川慶喜（PHP研究所、童門冬二著）
- 德川慶喜（学陽書房、三好徹著）
- 德川慶喜：敢於背負汚名的男人（PHP研究所、羽生道英（日语：羽生道英）著）
- 德川慶喜之英略（世界文化社、谷恒生（日语：谷恒生）著）
- 德川慶喜（東洋經濟新報社、加野厚志（日语：加野厚志）著）
- 德川慶喜與家族（KIBA BOOK、志茂田景樹（日语：志茂田景樹）著）
- 德川慶喜－血戰！長州戰爭（青樹社、霧島那智（日语：若桜木虔）著）
- 最後的將軍德川慶喜的遺憾－圖謀獲取統領的男人誤算（光人社、星亮一（日语：星亮一）・遠藤由紀子著）
- 在你安眠的朝晨（集英社、藤原真莉（日语：藤原真莉）著）
- 正妻 慶喜與美賀子（講談社、林真理子（日语：林真理子）著）
- 孤高的月將 德川慶喜（學研、岳真也（日语：岳真也）著）
- 予德川慶喜公的斬奸狀（光文社、須田狗一著）

影視劇
- 建国史 尊王攘夷（日语：建国史 尊王攘夷）（1927年、日活、演：桂武男）
- 維新之曲（日语：維新の曲）（1942年、大映、演：嵐寬壽郎（日语：嵐寛寿郎））
- 新選組鬼隊長（1954年、東映、演：東千代之介）
- 新選組血風錄 近藤勇（1963年、東映、演：山城新伍）
- 西鄉隆盛（1964年、CX、演：仲谷昇）
- 大奧（1968年、KTV、演：天知茂）
- 龍馬來了（1968年、NHK大河劇、演：尾上辰之助（日语：尾上辰之助 (初代)））
- 天皇的世紀（日语：天皇の世紀#第一部（テレビドラマ））（1971年、ABC、演：松橋登）
- 勝海舟（日语：勝海舟 (NHK大河ドラマ)）（1974年、NHK大河劇、演：津川雅彥）
- 花神（日语：花神 (NHK大河ドラマ)）（1977年、NHK大河劇、演：伊藤孝雄）
- 乘雲飛翔（日语：雲を翔びこせ）（1978年、TBS、演：片岡孝夫（日语：片岡仁左衛門 (15代目)））
- 德川一族的崩壞（日语：徳川一族の崩壊）（1980年、東映、演：平幹二朗）
- 雄氣堂堂（日语：雄気堂々）（1982年、NHK、演：細川俊之）
- 龍馬來了（日语：竜馬がゆく#1982年版）（1982年、TX、演：劍持伴紀（日语：剣持伴紀））
- 大奧（1983年、KTV、演：山本學）
- 天璋院篤姬（1985年、ANB、演：江守徹）
- 白虎隊（日语：白虎隊 (1986年のテレビドラマ)）（1986年、NTV、演：石田信之）
- 五稜郭（日语：五稜郭 (テレビドラマ)）（1988年、NTV、演：石田信之）
- 花之生涯 井伊大老與櫻田門（日语：花の生涯 井伊大老と桜田門）（1988年、TX、演：國分郁男）
- 奇兵隊（日语：奇兵隊 (テレビドラマ)）（1989年、NTV、演：高橋英樹）
- 坂本龍馬（日语：坂本龍馬 (テレビドラマ)）（1989年、TBS、演：中條清（日语：中条きよし））
- 勝海舟（日语：勝海舟 (1990年のテレビドラマ)）（1990年、NTV、演：津川雅彥）
- 宛如飛翔（1990年、NHK大河劇、演：三田村邦彦）
- 尾張幕末風雲錄（1998年、TX、演：辰巳琢郎）
- 勝海舟最畏懼的男人：武士小栗上野介（1998年、ANB、演：近藤誠人）
- 德川慶喜（1998年、NHK大河劇、演：本木雅弘）
- 大奧（2003年、CX、演：山崎銀之丞）
- 亭主殿又辭卻〜幕末名奉行・小栗上野介〜（日语：またも辞めたか亭主殿〜幕末の名奉行・小栗上野介〜）（2003年、NHK、演：比留間由哲）
- 壬生義士傳（日语：壬生義士伝#映画）（2003年、松竹、演：伊藤英明）
- 新選組！（2004年、NHK大河劇、演：今井朋彦）
- 輪違屋糸里〜女子們的新選組〜（日语：輪違屋糸里#テレビドラマ）（2007年、TBS、演：豐田茂）
- 篤姬（2008年、NHK大河劇、演：平岳大）
- 龍馬傳（2010年、NHK大河劇、演：田中哲司）
- 仁者俠醫（2011年、TBS、演：大治幸雄）
- 八重之櫻（2013年、NHK大河劇、演：小泉孝太郎）
- 花燃（2015年、NHK大河劇、演：森慎太郎）
- 龍馬的遺言（2018年、NHK、演：成河）
- 西鄉殿（2018年、NHK大河劇、演：松田翔太）
- 黑書院六兵衛（2018年、WOWOW、演：忍成修吾）
- 峠：最後的武士（日语：峠 (小説)#映画）（2020年、松竹、演：東出昌大）
- 燃劍（日语：燃えよ剣#2020年版）（2020年、東寶、演：山田裕貴）
- 直衝青天（2021年、NHK大河劇、演：草彅剛）
- 幕末相棒傳（日语：相棒_(五十嵐貴久の小説)#テレビドラマ）（2022年、NHK、演：渡邊大（日语：渡辺大））
- 大奧 (2023年電視劇)（日语：相棒_(大奥 (2023年のテレビドラマ)）（2023年、NHK、演：大東駿介）

動漫畫
- 神劍闖江湖（集英社、和月伸宏作）
- 銀魂（集英社、空知英秋作）
- 幕末Rock（配音：齋賀光希）
- 擾亂 THE PRINCESS OF SNOW AND BLOOD

電子遊戲
- 如龙 维新！（配音：德重聰（日语：徳重聡））

## 史料
- 昔夢會筆記－德川慶喜回想談（平凡社、澀澤榮一編）
- 德川慶喜公傳（平凡社、澀澤榮一編）
- 明治將軍攝影－德川慶喜公攝影寫真集（朝日新聞社、德川慶喜・徳川慶朝（日语：徳川慶朝）編）
- 德川慶喜－將軍家的明治維新 増補版（中央公論新社、松浦玲（日语：松浦玲）著）
- 德川慶喜（吉川弘文館、家近良樹（日语：家近良樹）著）
- 明治維新與世界認識体系（有志舍、奈良勝司著）
- 徳川慶喜的總總（新人物往来社、小西四郎（日语：小西四郎）編）
- 幕末的將軍（講談社、久住真也著）
- 最後的將軍德川慶喜（中央公論新社、田中惣五郎（日语：田中惣五郎）著）
- 德川慶喜 其人與時代（岩田書院、岩下哲典（日语：岩下哲典）編）

## 注解
1. ↑  「水戸様系譜」（『徳川諸家系譜』収録）上表記為「七郎麿」，慶喜自身則署名為「七郎麻呂」。
2. ↑  由正室所生的將軍僅有三代德川家光與慶喜。
3. ↑  『官報』第7272号「叙任及辞令」1907年9月23日。
4. ↑  『官報』第7451号「叙任及辞令」1908年5月1日
5. ↑  『官報』第398号「叙任及辞令」1913年11月25日

## 外部連結
- 德川慶喜墓所 （页面存档备份，存于）（日語）
- 司馬遼太郎著、江靜芳譯【最後的將軍——德川慶喜】（繁體中文版．全文閱讀）

| 德川慶喜                           |                                                     |                  |
| 官衔                               |                                                     |                  |
| 空缺上一位持有相同頭銜者：德川家茂 | 內大臣 （武家官位） 1867年10月18日－1868年1月24日   | 廢除武家官位制度 |
| 军职                               |                                                     |                  |
| 前任： 德川家茂                    | 右近衛大將 （武家官位） 1867年1月10日－1868年1月3日 | 廢除武家官位制度 |
| 前任： 德川家茂                    | 征夷大將軍 1867年1月10日－1868年1月3日              | 將軍職被廢止     |
| 貴族爵位和頭銜                     |                                                     |                  |
| 前任： 德川昌丸                    | 一橋德川家第9代當主 1847年－1866年                  | 繼任： 德川茂榮  |
| 前任： 德川家茂                    | 德川將軍家第15代當主 1866年－1868年                 | 繼任： 德川家達  |
| 前任： 德川家茂                    | 源氏長者 1866年－1867年                             | 繼任： 久我建通  |
| 新頭銜                             | 德川慶喜家第1代當主 1902年－1910年                  | 繼任： 德川慶久  |
| 新頭銜                             | 德川慶喜家公爵 （第1代） 1902年－1910年             | 繼任： 德川慶久  |